# Den fattige mands bil
Den fattige mands bil er en dansk eksperimentalfilm fra 1989, der er instrueret af Henning Petersen efter et essay af Hans Scherfig.

## Handling
En bred kritisk gennemgang af bilismens lyksaligheder.